# Harri Hakkarainen

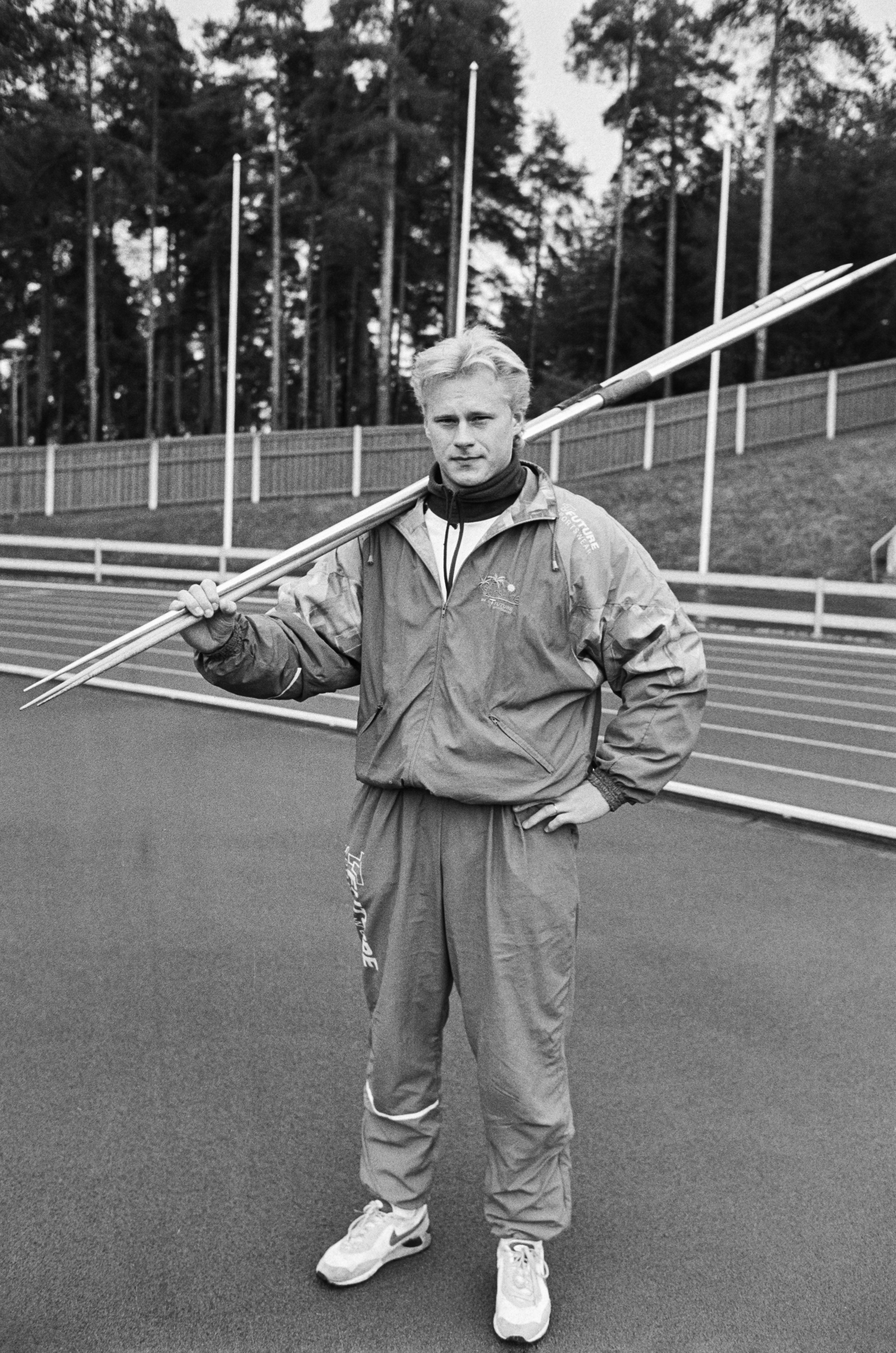
Harri Hakkarainen (Início da década de 1990)

Harri Tapio Hakkarainen (Kaavi, 16 de outubro de 1969) é um atleta de lançamento do dardo finlandês.